# Jacky Coville
Pour les articles homonymes, voir Coville.
Jacky Coville né le 20 mars 1936 à Sèvres est un sculpteur et céramiste français.
Il est le frère du sculpteur Marcoville (né en 1939).

## Biographie
Après des études d’ingénieur, Jacky Coville travaillera dans le bureau d’études d’une usine d’aviation durant neuf ans. Déjà féru de peinture, il organise des expositions — dont une consacrée à Fernand Léger, qu’il admire — dans les sept usines du groupe Sud-Aviation. En 1964, il a l’opportunité d’acheter un four de céramiste, qu’il installe dans son jardin d’Aulnay-sous-Bois (Seine-Saint-Denis), créant ainsi son premier atelier. En bon ingénieur, il cherche à retrouver scientifiquement, en pesant les poids moléculaires des matières écrasées et pilées, la perfection des céramiques asiatiques. Il crée ainsi des couleurs et des émaux inconnus dans la céramique contemporaine et recherchés par les collectionneurs.
En 1971, il achète un terrain à Coaraze (Alpes-Maritimes), attiré « par le soleil et l’École de Nice », cette mouvance artistique qui fait la réputation de la région. Il s’installe à Biot, village situé sur les hauteurs d'Antibes quatre ans plus tard, avec la chance d’acheter, en même temps que la maison où il vit, un four de dimensions gigantesques ayant appartenu à Roland Brice, le céramiste de Fernand Léger,.
Jacky Coville peut alors entreprendre de grandes pièces de deux mètres, oser la céramique monumentale. C’est l’occasion aussi de trouver son style, qui reproduit en céramique ce qu’il aime en peinture, mélange de cubisme (Pablo Picasso, Fernand Léger, Georges Braque, Joan Miró) et de figuration libre. Dès 1982, il est représenté par la galerie Capazza à Nançay et en devient artiste permanent. Fort de nombreuses récompenses, telle la médaille d’or de Faenza ou celle de Vallauris, ses sculptures sont souvent exposées in situ, comme au musée d'Art moderne et d'Art contemporain de Nice ou dans la fontaine Saint-Sulpice à Paris, mais également acquises par de grandes institutions comme le FRAC Île-de-France, la Bibliothèque nationale de France, le musée des Arts décoratifs de Paris et le musée national de Céramique de Sèvres,.
En 1986, sous l’impulsion de président de la République François Mitterrand, dans le cadre du 1% artistique, Le lycée Fernand Léger de Fourchambault fait l’acquisition d’une œuvre de Jacky Coville.

## Œuvre
Pour inventer son univers fabuleux fait de créatures hybrides, comiques et poétiques, Jacky Coville déconstruit et reconstruit à sa façon corps humains et animaux. Il aime se mesurer avec des pièces de grande taille (jusqu’à 6 m de long),. Une de ses poétiques tulipes monumentales demande dix jours de modelage, deux mois de séchage et plusieurs jours de cuisson à 1 300°. Une œuvre gigantesque comme le Serpent de mer lui a pris une année de sa vie. Bien que les céramistes soient bien mieux reconnus au Japon ou en Italie (où il a souvent exposé) qu’en France, Jacky Coville a acquis depuis lors une importante notoriété nationale. On trouve ses œuvres à Nice dans le jardin du musée international d'art naïf Anatole-Jakovsky et dans les jardins du musée d'Art moderne et d'Art contemporain, à Paris en face du site François-Mitterrand de la Bibliothèque nationale de France et sur la pelouse du musée national de Céramique dans sa ville natale de Sèvres,,,,.

## Expositions

### Expositions personnelles
- 1971 : galerie des Abesses, Paris, France[8],[6],[10].
- 1973 : galerie Daniel Sarver, Paris, France.
- 1979 : galerie Helga Thurow, Wiesbaden, Allemagne.
- 1980 : galerie Daniel Sarver, Paris, France.
- 1981 : galerie sans Titre, Nice, France.
- 1982 : galerie Capazza, Nançay, France.
- 1984 : galerie Godar, avec le peintre Albert Chubac, Lille, France.
- 1986 : galerie Capazza, Nançay, France.
- 1986 : galerie Suzanne Tarasiève, Barbizon, France.
- 1988 : galerie Lola Gassin, Nice, France.
- 1989 : galerie Lola Gassin, Nice, France.
- 1990 : galerie du Petit Pont, Strasbourg, France.
- 1990 : galerie Lola Gassin, Nice, France.
- 1990 : galerie du Bistrot des Lices, Saint Tropez, France.
- 1991 : chapelle des Cordeliers, Châteauroux, France.
- 1992 : galerie Michèle Sadoun, Paris, France.
- 1992 : villa Faragiana et dans le parc d’Albisola Marine, Italie.
- 1992 : galerie Capazza avec le peintre Giannici, Nançay, France.
- 1993 : Centre culturel de Dinard, France.
- 1993 : Centre d’art Vascoeuil, France.
- 1993 : Céramique contemporaine, figures libres avec les sculptures de Fernand Léger à Aubagne, France.
- 1995 : « Histoires d’artistes », musée Edgar Mélik, château de Cabriès, France.
- 1996 : Fondation Vasarely, château de Gordes, France.
- 1996 : galerie Pascal Lainé, Gordes, France.
- 1997 : galerie Suzanne Tarasiève, Barbizon, France.
- 1998 : château de Tourettes sur Loup, France.
- 1998 : Maison de la culture de Biot, France.
- 1998 : musée de Mont-de-Marsan, France.
- 1998 : galerie Capazza, Nançay, France.
- 1998 : villa Aurélienne, Fréjus, France.
- 1998 : abbaye d’Arthous, Conseil général des Landes, France.
- 1999 : CEA Cadarache avec Idémédi, France
- 1999 : « Chez l’habitant », Pierre Vasarely Aix en Provence, France.
- 1999 : Art Jonction, one man show, Nice, France.
- 1999 : « Les Noctambules » Franco Bratta, Albisola, Italie.
- 1999 : Maison de la Terre, Dieulefit, France.
- 2000 : Christine Klessinger, Munich, Allemagne.
- 2000 : « Rétrospective » Musée de Libourne, France.
- 2000 : place Saint-Sulpice, Paris, France.
- 2002 : galerie des Ponchettes, Nice, France
- 2002 : peintures sculptures au Château d’eau, Bourges, France.
- 2002 : galerie Capazza, Nançay, France.
- 2003 : galerie Capazza, Nançay, France.
- 2003 : galerie Suzanne Tarasiève, Barbizon, France.
- 2004 : galerie Godar, Lille, France.
- 2004 : musée d’Albisola, Italie.
- 2005 : « Un étrange bestiaire », Espace Sextius, Aix-en-Provence, Pierre Vasarely, France.
- 2005 : Foire de Milan, Italie.
- 2006 : musée Renoir, « Dans le Parc » Cagnes-sur-Mer, France.
- 2006 : galerie Suzanne Tarasiève, Barbizon, France.
- 2007 : galerie Colossi Arte, Milan, Italie.
- 2007 : « Genèse », galerie Norbert Pastor, Nice, France
- 2007 : musée de Biot, France.
- 2008 : « Anges et Démons » Galerie Shimoni, Arsenal de Metz, France.
- 2009 : Espace Art et Liberté, Charenton-le-Pont, Paris, France.
- 2009 : « Cinq Guetteurs » sur le parvis du musée Picasso, Vallauris, France.
- 2009 : « Ceramica de artistas », Saragosse, Espagne.
- 2009 : galerie Capazza, « sculptures monumentales et autres », Nançay, France.
- 2009 : Le Métropole, Monaco.
- 2010 : « Anges et Démons », abbaye d’Arthous, Hastingues, France.
- 2010 : « Pièces monumentales », galerie Cappaza Nançay, France.
- 2013 : galerie Capazza, Foire de Lille, présentation du catalogue raisonné aux Éditions Artstoarts, France.
- 2013 : galerie Arselou, Guillaume Sébastien, la Défense, Paris.
- 2013 : exposition, signature du catalogue raisonné chez Lola Gassin, Nice, France.
- 2013 : « Pièces monumentales », musée Regard de Provence, Michel Bépoix, Marseille, France.

### Expositions collectives
- « Art singulier », Gérard Ellena, Aubagne, France.
- « Art singulier », Gérard Ellena, Falicon, France.
- Musée d’Albisola, Italie.
- Galerie Brothier, Biot, France.
- Galerie P.Lumbroso, Charenton-le-Pont, France.
- Galerie du Grand Hôtel Cap Ferrat, France.
- Musée de Biot, France.
- « Ceramica de artista », Saragosse, Espagne.
- Villa Mazzotti Chiari, galerie Colossi, Italie.
- Foire de Strasbourg, galerie Shimoni, France.
- « Photographies et sculptures », La Malmaison, Cannes, France.
- Galerie Norbert Pastor, Nice, France.
- Festival du Peu, Bonson, France.
- Sculptures dans le parc du Grand Hôtel de Saint-Jean-Cap-Ferrat, France.
- « Les œuvres devant soi », galerie Capazza, Nançay, France.
- Sculptures extérieures et musée d’Albisola, Italie.
- « Matières à sculpter », Maison des arts de Carcès, France
- « Céramiques » à Albisola et Santa-Téresa Gallura, Sardaigne, Italie.
- « Les matériaux de la sculpture », conseil général des Bouches-du-Rhône, France.
- « Le capot », promenade des Anglais, Nice, France.
- « Art singulier », mairie de Falicon, France.
- « Cinq artistes méditerranéens », Hong Kong.
- « Ça c’est le bouquet », conseil général d’Aix-en-Provence, Michel Bépoix, France.
- « Le masque », Pieve di Teco, Italie.
- Nice et Albisola, avec Ben et Moya, Italie.
- Dans la fontaine Saint-Sulpice, Paris, France.
- Maison de la terre, Dieulefit, France.
- Musée Renoir, Cagnes-sur-Mer, France.
- Mairie de Paris, France.
- « D’un Rivage à l’autre », Frédéric Ballester, palais des Festivals, Cannes, France.
- « Petites baies et grandes fenêtres », Aix-en-Provence , galerie du conseil général, France.
- « Geste d’art », viaduc des Arts, Paris, France.
- « Premio saccarello » (région Paca et Italie), Cunéo, Italie.
- Maison de la Céramique de Mulhouse, DRAC Alsace, France.
- « Les singuliers », galerie Aix-en-Provence, France.
- « Regard sur la céramique contemporaine », musée des Beaux-Arts et d'Archéologie Joseph-Déchelette, Roanne, France.
- « Bestiaire », musée Bernard Palissy, Sait-Avit, France.
- « Le Japon », galerie Capazza, Nançay, France. Galerie Art 7, Nice, France.
- Château de la Ballue, Bazouges-la-Pérouse, France.
- « L’École de Nice », chapelle de Breil-sur-Roya, France.
- « L’École de Nice », Riquier « Factory », Nice, France.
- « Histoires d’Artistes », musée Edgar Mélik, château de Cabriès, France.
- « L’École de Nice et le Carnaval. Chars et grosses têtes », Nice, France.
- Exposition de maquettes « Carnaval Roy des Arts », musée d'Art moderne et d'Art contemporain, Nice, France.
- Sculptures sur la Croisette, Cannes, France.
- « L’Arche », galerie Lola Gassin, Nice et galerie Ballester, Cannes, France.
- Château de Tourettes-sur-Loup, France.
- Arte feria, galerie Charley Chevalier, Bologne, Italie.
- « l’Art et le tennis », couvent des Cordeliers, Paris, France.
- Nice leader, galerie Lola Gassin, Nice, France.
- Beaulieu-sur-Mer, France.
- Palais de l’Europe, Menton, France.
- « Art dans la Rue », Grand Palais, Paris, France.
- « Chemin de sculptures monumentales », La Chaise-Dieu, Plateau d’Assis, France.
- Galerie Hermerie le Cairn (Monticelli), Nice, France.
- « Sculptures dans le parc » (École de Nice), Sophia Antipolis, France.
- Art Jonction International, galerie Charley Chevalier, Nice, France.
- « Les Artistes et la céramique », Albisola et Milan, Italie.
- Échange de cinq sculpteurs français contre cinq sculpteurs espagnols, Saragosse, Espagne.
- L’École de Nice « Sculptures dans le parc », Sophia Antipolis, France.
- Galerie du Petit Pont, exposition plages, Strasbourg, France.
- Castel des Arts, Vallauris, France.
- 7e Rencontre internationale, Palais des congrès, Cannes, France.
- Foire internationale de Barcelone, galerie Charley Chevalier, « One man show », Espagne.
- Foire internationale de Toulouse, galerie Charley Chevalier, « One man show », France.
- Art Jonction International, Charley Chevalier, Nice, France.
- « Fruits et légumes », galerie J.C. David, Grenoble, France.
- Art Jonction, « One man show », galerie Charley Chevalier, Nice, France.
- Invité à Londres (Chelsea), « Sculptures contemporaines », Angleterre.
- École de Nice à Valbonne, Sophia Antipolis, France. CNAC Villa Arson, Nice, France.
- « Sculptures de terre », musée de Bratislava, Slovaquie.
- Art Objet, Grand Palais, Paris, France.
- « Les années 80 », Espace Cardin, Paris, France.
- Centre Georges-Pompidou, Diaporama Architecture du Midi, Paris, France.
- Musée des Arts décoratifs, Paris, France.
- « Sculptures françaises contemporaines », Centre culturel de Knokke, Belgique.
- « Sculpture française contemporaine », musée de Gand, Belgique.
- Festival d’architecture de Nice, France.
- Jardins de la Méditerranée, galerie Noëlla Gest, Nice, France.
- Présence des Formes, Les Angles, France.
- Salon MIGAME, galerie des Abesses, Paris, France.
- Bibliothèque Forney, Paris, France.
- « Opération Mitsukoshi », Japon.
- Concours international de céramiques, Faenza, Italie (médaille d’or)[8],[6],[11],[10].

## Collections et commandes publiques
- 1979 : achat du FRAC Paris, France.
- 1984 : achat d'une œuvre par le président de la république François Mitterrand.
- 1986 : cinq sculptures sérielles de un à sept mètres de haut (1% LEP de Fourchambault), France.
- 1986 : achat de deux œuvres par le musée international de la Céramique de Faenza, Italie[8],[10].
- 1986 : quatre œuvres acquise par le musée des Arts décoratifs de Paris, France.
- 1988 : achat d'une œuvre de 2,60 m, Forum Nice Nord.
- 1998 : sur concours, réalisation d'une œuvre monumentale de 4 m sur le côté de la bibliothèque François Mitterrand, Paris, France.
- 1998 : musée du Patrimoine[Quoi ?], Paris, France.
- 1998 : lauréat du concours de la Ville de Nice, France.
- 1999 : installation d'une œuvre monumentale sur les pelouses du musée national de Céramique, Sèvres.
- 2003 : achat du Jean de Berry par la Ville de Bourges, France.
- 2003 : achat du trône dit Vasarély par la Ville de Nice, musée international d'Art naïf Anatole-Jakovsky, France.
- 2006 : installation du totem no 5 Guetteur de rêves sur la pelouse du musée international d'Art naïf Anatole-Jakovsky à Nice.
- 2010 : achat de plusieurs œuvres par le conseil général des Landes.